# NGC 13
Az NGC 13 egy spirálgalaxis a Andromeda (Androméda) csillagképben.

## Felfedezése
Az NGC 13 galaxist William Herschel fedezte fel 1790. november 26-án.

## Tudományos adatok
A galaxis 4808 km/s sebességgel távolodik tőlünk.